# Tanja Langer
Tanja Langer, född 10 september 1962 i Wiesbaden i Tyskland, är en tysk författare.
Tanja Langer växte upp i Wiesbaden. Föräldrarna var flyktingar från Övre Schlesien och bosatte sig i Wiesbaden 1949. Tanja Langer bor i Berlin sedan många år. Hon har arbetat som regissör, journalist och författare, och skrivit ett antal noveller, romaner samt även libretton.